# Icona Pop
Icona Pop (Englisch: /aɪˈkɒnə pɒp/; ital. Popstar) ist ein schwedisches Elektropop-Duo. Es besteht aus den Sängerinnen Aino Jawo (* 7. Juli 1986) und Caroline Hjelt (* 8. November 1987).

## Geschichte

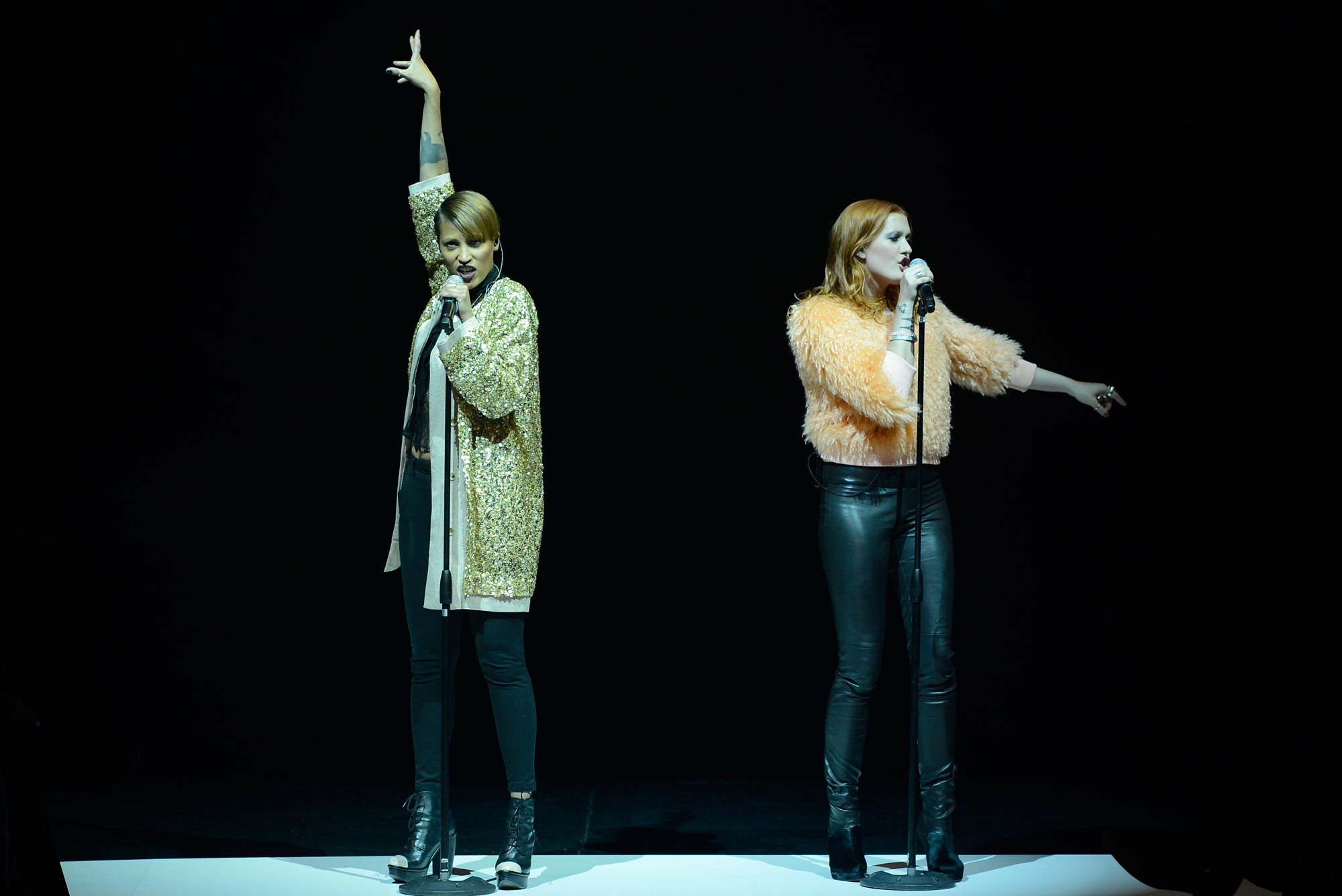
Icona Pop auf der Michalsky StyleNite der Berlin Fashion Week, August 2013

Jawo und Hjelt besuchten dasselbe Musikgymnasium Rytmus Musikergymnasiet in Stockholm, lernten sich aber erst 2009 bei einer von Hjelt gegebenen Party kennen. Die beiden Freundinnen traten zunächst hauptsächlich als DJs auf.
2011 veröffentlichte das Duo zusammen mit der US-amerikanischen Hip-Hop-Gruppe Chiddy Bang das Lied Mind Your Manners aus deren Album Breakfast. Es stieg bis auf Platz elf der australischen Singlecharts und erreichte Doppelplatinstatus. Im November des Jahres erschien die EP Nights like This. Im Frühjahr 2012 veröffentlichten sie ihre zweite EP, die den Titel Iconic trägt. 2012 erschien mit I Love It die erste eigene Single von Icona Pop. Der Song kletterte bis auf Platz zwei der schwedischen Charts. In den drei deutschsprachigen Ländern erreichte I Love It dank des Einsatzes als Musik in einem Werbespot für Coca-Cola-Light die Top 10, in Österreich und Deutschland sogar Platz drei. Die Single verkaufte sich über acht Millionen Mal und wurde damit zum größten kommerziellen Erfolg des Duos.
Am 11. September 2012 wurde in Schweden die zweite Single We Got the World veröffentlicht, welche Platz 29 erreichte. 2012 stand Icona Pop als Eröffnungsact auf der Lonely Hearts Club Tour von Marina and the Diamonds auf der Bühne. Am 14. November 2012 erschien ihr Debütalbum Icona Pop in ihrem Heimatland.
Am 20. Februar 2013 wurde Icona Pop in der Kategorie Bester Newcomer mit dem schwedischen Musikpreis Grammis ausgezeichnet.
Im Juli 2013 gaben Icona Pop ihre neue Single All Night bekannt. Ebenso feierte der Videoclip zur Single Girlfriend Premiere.
Am 24. September 2013 veröffentlichten Icona Pop ihr Debütalbum, welches den Namen This Is … Icona Pop trägt.
Die Single Emergency ist einer der Songs im Videospiel FIFA 16.

## Diskografie

### Studioalben
| Jahr | Titel              | Höchstplatzierung, Gesamtwochen, AuszeichnungChartplatzierungen (Jahr, Titel, Platzierungen, Wochen, Auszeichnungen, Anmerkungen) | Höchstplatzierung, Gesamtwochen, AuszeichnungChartplatzierungen (Jahr, Titel, Platzierungen, Wochen, Auszeichnungen, Anmerkungen) | Höchstplatzierung, Gesamtwochen, AuszeichnungChartplatzierungen (Jahr, Titel, Platzierungen, Wochen, Auszeichnungen, Anmerkungen) | Höchstplatzierung, Gesamtwochen, AuszeichnungChartplatzierungen (Jahr, Titel, Platzierungen, Wochen, Auszeichnungen, Anmerkungen) | Höchstplatzierung, Gesamtwochen, AuszeichnungChartplatzierungen (Jahr, Titel, Platzierungen, Wochen, Auszeichnungen, Anmerkungen) | Anmerkungen                                                            |
| Jahr | Titel              | DE | CH | UK | US | SE | Anmerkungen                                                            |
| ---- | ------------------ | --- | --- | --- | --- | --- | ---------------------------------------------------------------------- |
| 2012 | Icona Pop          | — | — | — | — | SE55 (1 Wo.)SE | Erstveröffentlichung: 14. November 2012 nur in Schweden veröffentlicht |
| 2013 | This Is… Icona Pop | DE99 (1 Wo.)DE | CH46 (1 Wo.)CH | UK86 (1 Wo.)UK | US36 Gold · (2 Wo.)US | — | Erstveröffentlichung: 27. August 2013                                  |
| 2023 | Club Romantech     | — | — | — | — | — | Erstveröffentlichung: 1. September 2023                                |

### EPs
| Jahr | Titel                                | Höchstplatzierung, Gesamtwochen, AuszeichnungChartplatzierungen (Jahr, Titel, Platzierungen, Wochen, Auszeichnungen, Anmerkungen) | Höchstplatzierung, Gesamtwochen, AuszeichnungChartplatzierungen (Jahr, Titel, Platzierungen, Wochen, Auszeichnungen, Anmerkungen) | Anmerkungen                           |
| Jahr | Titel                                | US | SE | Anmerkungen                           |
| ---- | ------------------------------------ | --- | --- | ------------------------------------- |
| 2012 | Iconic                               | US171 (2 Wo.)US | — | Erstveröffentlichung: 1. August 2012  |
| 2018 | Så mycket bättre 2017 – Tolkningarna | — | SE39 (3 Wo.)SE | Erstveröffentlichung: 26. Januar 2018 |

Weitere EPs
- 2011: Nights Like This
- 2015: Emergency

### Singles als Leadmusikerinnen
| Jahr | Titel Album                                                           | Höchstplatzierung, Gesamtwochen, AuszeichnungChartplatzierungen (Jahr, Titel, Album, Platzierungen, Wochen, Auszeichnungen, Anmerkungen) | Höchstplatzierung, Gesamtwochen, AuszeichnungChartplatzierungen (Jahr, Titel, Album, Platzierungen, Wochen, Auszeichnungen, Anmerkungen) | Höchstplatzierung, Gesamtwochen, AuszeichnungChartplatzierungen (Jahr, Titel, Album, Platzierungen, Wochen, Auszeichnungen, Anmerkungen) | Höchstplatzierung, Gesamtwochen, AuszeichnungChartplatzierungen (Jahr, Titel, Album, Platzierungen, Wochen, Auszeichnungen, Anmerkungen) | Höchstplatzierung, Gesamtwochen, AuszeichnungChartplatzierungen (Jahr, Titel, Album, Platzierungen, Wochen, Auszeichnungen, Anmerkungen) | Höchstplatzierung, Gesamtwochen, AuszeichnungChartplatzierungen (Jahr, Titel, Album, Platzierungen, Wochen, Auszeichnungen, Anmerkungen) | Anmerkungen                                                               |
| Jahr | Titel Album                                                           | DE | AT | CH | UK | US | SE | Anmerkungen                                                               |
| --- | --------------------------------------------------------------------- | --- | --- | --- | --- | --- | --- | ------------------------------------------------------------------------- |
| 2012 | I Love It This Is… Icona Pop                                          | DE3 ×3Dreifachgold · (46 Wo.)DE | AT3 Platin · (39 Wo.)AT | CH10 Platin · (45 Wo.)CH | UK1 ×2Doppelplatin · (20 Wo.)UK | US7 ×5Fünffachplatin · (29 Wo.)US | SE2 ×6Sechsfachplatin · (42 Wo.)SE | Erstveröffentlichung: 9. Mai 2012 Verkäufe: + 8.777.100; feat. Charli XCX |
| 2012 | We Got the World This Is… Icona Pop                                   | — | — | — | — | — | SE29 (17 Wo.)SE | Erstveröffentlichung: 15. Oktober 2012                                    |
| 2013 | Girlfriend This Is… Icona Pop                                         | DE17 (6 Wo.)DE | AT27 (5 Wo.)AT | CH73 (1 Wo.)CH | — | — | SE57 Gold · (4 Wo.)SE | Erstveröffentlichung: 4. Juni 2013 Verkäufe: + 20.000                     |
| 2013 | All Night This Is… Icona Pop                                          | DE66 (2 Wo.)DE | AT43 (1 Wo.)AT | CH75 (1 Wo.)CH | UK31 (3 Wo.)UK | US— GoldUS | — | Erstveröffentlichung: 23. Juli 2013 Verkäufe: + 540.000                   |
| 2014 | Get Lost –                                                            | — | — | — | — | — | SE58 (1 Wo.)SE | Erstveröffentlichung: 17. Juli 2014                                       |
| 2015 | Emergency                                                             | — | — | — | — | — | SE19 ×2Doppelplatin · (27 Wo.)SE | Erstveröffentlichung: 17. Juli 2015 Verkäufe: + 80.000                    |
| 2016 | Someone Who Can Dance –                                               | — | — | — | — | — | SE56 (3 Wo.)SE | Erstveröffentlichung: 25. Februar 2016                                    |
| 2016 | Brightside –                                                          | — | — | — | — | — | SE82 (1 Wo.)SE | Erstveröffentlichung: 21. Oktober 2016                                    |
| 2017 | Girls Girls –                                                         | — | — | — | — | — | SE53 Gold · (5 Wo.)SE | Erstveröffentlichung: 16. Juni 2017                                       |
| 2017 | Det måste gå Så mycket bättre 2017 – Tolkningarna                     | — | — | — | — | — | SE61 (2 Wo.)SE | Erstveröffentlichung: 21. Oktober 2017                                    |
| 2017 | They’re Building Walls Around Us Så mycket bättre 2017 – Tolkningarna | — | — | — | — | — | SE39 (4 Wo.)SE | Erstveröffentlichung: 28. Oktober 2017                                    |
| 2017 | Not Too Young Så mycket bättre 2017 – Tolkningarna                    | — | — | — | — | — | SE55 (3 Wo.)SE | Erstveröffentlichung: 4. November 2017                                    |
| 2017 | Heart in the Air Så mycket bättre 2017 – Tolkningarna                 | — | — | — | — | — | SE70 (2 Wo.)SE | Erstveröffentlichung: 11. November 2017                                   |
| Folgende Lieder erschienen nicht als Single, wurden aber durch das Album zum Download und Streaming bereitgestellt und konnten somit eine Platzierung erlangen: |                                                                       | | | | | | |                                                                           |
| |                                                                       | | | | | | |                                                                           |
| 2023 | Stick Your Tongue Out Club Romantech                                  | — | — | — | — | — | SE91 (1 Wo.)SE |                                                                           |

Weitere Singles
- 2011: Manners
- 2014: Just Another Night
- 2014: It’s My Party (feat. Ty Dolla Sign)
- 2018: Rhythm in My Blood
- 2019: This Is How We Party (mit R3hab)
- 2019: Next Mistake
- 2020: I Love My Friends (And My Friends Love Me) (mit Steve Aoki & Alle Farben)
- 2020: Spa (mit Sofi Tukker)
- 2021: Off of my Mind (mit Vize)

### Singles als Gastmusikerinnen
| Jahr | Titel Album        | Höchstplatzierung, Gesamtwochen, AuszeichnungChartsChartplatzierungen (Jahr, Titel, Album, Platzierungen, Wochen, Auszeichnungen, Anmerkungen) | Anmerkungen                                                                                |
| Jahr | Titel Album        | UK | Anmerkungen                                                                                |
| ---- | ------------------ | --- | ------------------------------------------------------------------------------------------ |
| 2019 | We Got That Cool – | UK68 Silber · (7 Wo.)UK | Erstveröffentlichung: 28. Juni 2019 Verkäufe: + 200.000; Yves V feat. Afrojack & Icona Pop |

Weitere Gastbeiträge
- 2011: Mind Your Manners (Chiddy Bang feat. Icona Pop)
- 2014: Never Been in Love (Cobra Starship feat. Icona Pop)
- 2015: Ride (Lowell feat. Icona Pop)
- 2016: Weekend (Louis the Child feat. Icona Pop, US: Gold)
- 2016: Windows (Felix Snow feat. Icona Pop)
- 2017: Let You Down (Peking Duk feat. Icona Pop)
- 2018: Faded Away (Sweater Beats feat. Icona Pop)
- 2018: Bitches (Tove Lo feat. Charli XCX, Icona Pop, Elliphant & Alma)
- 2018: X’s (GRX & CMC$ feat. Icona Pop)
- 2019: Sink Deeper (MOTi feat. Icona Pop)
- 2019: Freak on Me (Ricky Retro feat. Icona Pop)

## Auszeichnungen
| Jahr | Auszeichnung | Kategorie                       | Werk               | Ergebnis  |
| ---- | ------------ | ------------------------------- | ------------------ | --------- |
| 2013 | Grammis 2013 | Elektro/Dance-Act des Jahres    | Icona Pop          | Nominiert |
| 2013 | Grammis 2013 | Newcomer des Jahres             | Icona Pop          | Gewonnen  |
| 2014 | Grammis 2014 | Künstler/in (Artist) des Jahres | Icona Pop          | Nominiert |
| 2014 | Grammis 2014 | Elektro/Dance-Act des Jahres    | This is… Icona Pop | Gewonnen  |

## Auszeichnungen für Musikverkäufe
| Goldene Schallplatte - Belgien - 2013: für die Single I Love It - Dänemark - 2013: für das Streaming I Love It - Kanada - 2015: für die Single All Night - Neuseeland - 2025: für die Single Let You Down - Mexiko - 2015: für die Single I Love It - Spanien - 2013: für das Streaming I Love It Platin-Schallplatte - Dänemark - 2023: für die Single I Love It - Spanien - 2024: für die Single I Love It | 2× Platin-Schallplatte - Australien - 2013: für die Single Mind Your Manners - 2020: für die Single Let You Down - Italien - 2013: für die Single I Love It 3× Platin-Schallplatte - Neuseeland - 2024: für die Single I Love It 5× Platin-Schallplatte - Kanada - 2018: für die Single I Love It 7× Platin-Schallplatte - Australien - 2020: für die Single I Love It |

Anmerkung: Auszeichnungen in Ländern aus den Charttabellen bzw. Chartboxen sind in ebendiesen zu finden.
| Land/RegionAuszeichnungen für Musikverkäufe (Land/Region, Auszeichnungen, Verkäufe, Quellen) | Silber  | Gold       | Platin       | Verkäufe  | Quellen                 |
| -------------------------------------------------------------------------------------------- | ------- | ---------- | ------------ | --------- | ----------------------- |
| Australien (ARIA)                                                                            | —       | —          | 11× Platin11 | 770.000   | aria.com.au             |
| Belgien (BRMA)                                                                               | —       | Gold1      | —            | 15.000    | ultratop.be             |
| Dänemark (IFPI)                                                                              | —       | Gold1      | Platin1      | 90.000    | ifpi.dk                 |
| Deutschland (BVMI)                                                                           | —       | Gold1      | Platin1      | 450.000   | musikindustrie.de       |
| Frankreich (SNEP)                                                                            | —       | —          | —            | 52.100    | infodisc.fr             |
| Italien (FIMI)                                                                               | —       | —          | 2× Platin2   | 60.000    | fimi.it                 |
| Kanada (MC)                                                                                  | —       | Gold1      | 5× Platin5   | 440.000   | musiccanada.com         |
| Mexiko (AMPROFON)                                                                            | —       | Gold1      | —            | 30.000    | amprofon.com.mx         |
| Neuseeland (RMNZ)                                                                            | —       | Gold1      | 3× Platin3   | 105.000   | radioscope.co.nz        |
| Österreich (IFPI)                                                                            | —       | —          | Platin1      | 30.000    | ifpi.at                 |
| Schweden (IFPI)                                                                              | —       | 2× Gold2   | 8× Platin8   | 600.000   | sverigetopplistan.se    |
| Schweiz (IFPI)                                                                               | —       | —          | Platin1      | 30.000    | hitparade.ch            |
| Spanien (Promusicae)                                                                         | —       | Gold1      | Platin1      | 60.000    | elportaldemusica.es ES2 |
| Vereinigte Staaten (RIAA)                                                                    | —       | 3× Gold3   | 5× Platin5   | 6.500.000 | riaa.com                |
| Vereinigtes Königreich (BPI)                                                                 | Silber1 | —          | 2× Platin2   | 1.700.000 | bpi.co.uk               |
| Insgesamt                                                                                    | Silber1 | 12× Gold12 | 41× Platin41 |           |                         |